# Rita Pereira
Rita Andreia Martins Pereira (Carcavelos, Cascais, 13 de marzo de 1982) es una actriz, modelo y presentadora de televisión portuguesa.

## Biografía y carrera
Nació en Carcavelos, pero entre los 3 años y los 6 años vivió en Canadá, en Toronto, teniendo allá familia, incluyendo a Tiago Matos. Con 16 años comenzó a trabajar en una pizzería. Trabajó también en la Radio Tropical, donde fue recepcionista y donde tenía un pequeño programa. Sin embargo conciliaba con trabajos de fiscal y maniquí.
Quería ser bailarina, pero optó por seguir un camino más seguro. Sus estudios pasaron por la Escuela Nueva Apostólica y después se licenció en comunicación y periodismo, en la vertiente de publicidad, en la Universidad Autónoma de Lisboa.
Frecuentó el ballet clásico durante 7 años y más tarde practicó jazz, baile contemporáneo (tres años), ragga, hip hop, bailes latinos (dos años), baile del vientre (dos años) y bailes brasileños. De los 7 a los 19 años, frecuentó los escoteiros, en el Grupo AEP 150 de São Miguel das Encostas
Rita hizo su debut en la representación en la telenovela Saber Amar. En 2005, alcanzó gran éxito con el papel de Soraia Rochinha en la segunda temporada de Morangos com Açúcar (TVI). Entró en un de los episodios de la serie Uma Aventura, de la SIC. Otros papeles incluyen los personajes Maria Estrela, en la telenovela Doce Fugitiva (2006), Diana en la película Noivaa de Maio, de la serie de telefilmes Casos de Vida (2008), y Alice Santos en la novela Feitiço de Amor (2008).
En 2009, hizo el papel de Mel Fontes en Meu Amor, novela que en 2010 ganó el Emmy Internacional en la categoría de Mejor Telenovela. En 2011, presentó el concurso Canta Comigo. Ese mismo año, fue Helena Borges en la telenovela Remédio Santo. En 2013, desempeñó el papel de Fernanda Moreira en la telenovela Destinos Cruzados.
Fue concurrente en la 1.ª temporada de Dança com as Estrelas. En 2015 y 2016, fue jurada en Pequenos Gigantes y en 2017 en Let's Dance - Vamos Dançar.
En 2015 y 2016 dio vida la a Luena da Silva en A Única Mulher y en 2017 y 2018 a Madalena Alvarenga en A Herdeira.
Rita Pereira tiene desde 2008 contrato de singularidad con la TVI. 
El 1 de octubre de 2018, en la fiesta de presentación de la nueva parrilla de la TVI para 2018/2019, fue anunciado que Rita Pereira será la nueva presentadora de la 4.ª edición del programa Dança com as Estrelas al lado de Pedro Teixeira y que se estrenó en diciembre de 2018.

## Vida personal
Desde verano de 2014 mantiene una relación con el baloncestista francés Guillaume Lalung (nacido 12 de abril de 1983). En 27 de diciembre de 2018 nació su primer hijo.
Adora jugar baloncesto y fue contratada durante cinco años, habiendo jugado para el Carcavelos DOC.

## Filmografía

### Televisión
| Año       | Título                                                | Papel                              | Notas                                         | Canal      |
| --------- | ----------------------------------------------------- | ---------------------------------- | --------------------------------------------- | ---------- |
| 2001      | SIC Altamente                                         | Presentación                       | Presentadora                                  | SIC        |
| 2002      | Coração Malandro                                      | Muchacha en el Genérico            | Participación Especial                        | TVI        |
| 2003      | Saber Amar                                            | Patrícia                           | Elenco Principal                              | TVI        |
| 2003      | O Teu Olhar                                           |                                    | Elenco Principal                              | TVI        |
| 2003      | Queridas Feras                                        | Vanessa                            | Elenco Principal                              | TVI        |
| 2003      | Morangos com Açúcar                                   | Compañero de baila de Joana        | 1.ª serie, Participación Especial             | TVI        |
| 2004      | Maré Alta                                             | Pasajera                           | Participación Especial                        | SIC        |
| 2004      | Uma Aventura (Una Aventura en la Noche de las Brujas) | Lucy                               | Participación Especial                        | SIC        |
| 2004-2005 | Morangos com Açúcar                                   | Soraia Rochinha                    | Antagonista (2.ª serie)                       | TVI        |
| 2005-2006 | Dei-te Quase Tudo                                     | Hube Visto Capelo                  | Participación Especial                        | TVI        |
| 2006-2007 | Doce fugitiva                                         | Maria Estrella Santos (Estrelinha) | Protagonista                                  | TVI        |
| 2007-2008 | Fascínios                                             | Kali Basur                         | Participación Especial                        | TVI        |
| 2008      | Casos da Vida                                         | Diana                              | Participación, Episodio: "Prometidas de Mayo" | TVI        |
| 2008-2011 | Uma Canção Para Ti                                    | Ella misma                         | Jurada                                        | TVI        |
| 2008-2009 | Feitiço de Amor                                       | Alice Rodrigues Santos             | Protagonista                                  | TVI        |
| 2009-2010 | Meu Amor                                              | Carmelinda Fontes (Miel)           | Protagonista                                  | TVI        |
| 2011      | Canta Conmigo                                         | Ella misma                         | Presentadora                                  | TVI        |
| 2011-2012 | Remédio Santo                                         | Helena Borges                      | Antagonista                                   | TVI        |
| 2012      | O Bairro                                              | Isabel (policía)                   | Participación Especial                        | TVI        |
| 2013      | Dança com as Estrelas                                 | Ella misma                         | 1.ª edición, Concurrente                      | TVI        |
| 2013-2014 | Destinos Cruzados                                     | Fernanda Moreira (Nanda)           | Protagonista                                  | TVI        |
| 2014      | Dança com as Estrelas                                 | Ella misma                         | 2.ª edición, presentadora en bastidores       | TVI        |
| 2014-2015 | Jardins Proibidos                                     | Ella misma                         | Participación Especial                        | TVI        |
| 2015-2017 | La Única Mujer                                        | Luena de Silva                     | Antagonista                                   | TVI        |
| 2015-2016 | Pequeños Gigantes                                     | Ella misma                         | 1.ª y 2.ª edición, Jurada                     | TVI        |
| 2017      | Let's Dance - Vamos Dançar                            | Ella misma                         | Jurada                                        | TVI        |
| 2017-2018 | A Herdeira                                            | Madalena Alvarenga / Nadir         | Antagonista                                   | TVI        |
| 2018      | Palopiando                                            | Ella misma                         | Presentadora                                  | TVI África |
| 2018      | Dança com as Estrelas (4.ª edición)                   | Ella misma                         | Presentadora, al lado de Pedro Teixeira       | TVI        |
| 2019      | Apanha se Puderes                                     | Ella misma                         | Presentadora, al lado de Pedro Teixeira       | TVI        |
| 2019      | A Tua Cara Não Me É Estranha (6.ª edición)            | Ella misma                         | Jurada                                        | TVI        |

### Cine
| Año  | Título                            | Personaje |
| ---- | --------------------------------- | --------- |
| 2012 | Morangos com Açúcar - La Película | Soraia    |
| 2013 | Sei Lá                            | Odete     |
| 2017 | Portugal Não Está À Venda         | Sara      |

### Videos musicales
| Año  | Título                 | Intérprete      |
| ---- | ---------------------- | --------------- |
| 2009 | "'Tá Hot"              | Flow 212        |
| 2012 | "Porque Ainda Te Amo"  | Mickael Carrera |
| 2014 | "É Melhor Não Duvidar" | B4              |

### Doblaje
- 2008 - El Patito Feo y Yo - DreamWorks Animation
- 2015 - Hotel Transylvania (cómo Mavis)